# Cristian Molinaro
Cristian Molinaro (* 30. Juli 1983 in Moio della Civitella) ist ein ehemaliger italienischer Fußballspieler.
Er war linker Außenverteidiger, konnte aber auch im Mittelfeld eingesetzt werden und spielte zuletzt für den FC Venedig. Molinaros Stärken waren seine Schnelligkeit sowie seine Zweikampfstärke und seine Beiträge zum Offensivspiel durch Flanken und Pässe.

## Karriere

### Verein
Er fing mit fünf Jahren beim ASD Gelbison Vallo della Lucania mit dem Fußball spielen an. Er zog bereits mit 13 Jahren von zu Hause aus und nach Salerno, wo er bei einer Gastfamilie wohnte und in der Jugendabteilung von Salernitana Sport ausgebildet wurde. In der Saison 2002/03 wurde er von Salernitana zu den Profis hochgezogen und machte seine ersten Spiele in der Serie B. In den folgenden beiden Spielzeiten war er Stammspieler bei Salernitana.
Im Jahr 2005 wurde Molinaro von Juventus Turin verpflichtet, die sich entschieden, ihn, wie einige andere Spieler, vorerst bei der AC Siena zu „parken“, und die Hälfte seiner Transferrechte an den toskanischen Klub verkauften. Die Saison 2005/06 war für Cristian Molinaro von Höhen und Tiefen geprägt. Er war meist nur Ersatzspieler, da der Verein mit dem erfahrenen Gianluca Falsini auf seiner Position bereits gut besetzt war.
Zur Saison 2006/07 wurde das Transfergeschäft zwischen Juve, die wegen des Manipulationsskandals 2005/06 in der Serie B zwangsabsteigen mussten, und Siena um ein Jahr verlängert. Der AC Siena verkaufte seinerseits Falsini an Catania Calcio und setzte auf Molinaro als Stammkraft auf der linken Defensivseite. Bestärkt von dem in ihn gesetzten Vertrauen entwickelte sich Cristian Molinaro zum absoluten Leistungsträger und absolvierte 36 der 38 Serie-A-Partien.
Juventus entschied sich schließlich, Molinaro zurückzuholen, und verpflichtete ihn am 20. Juni 2007 für 2,5 Mio. Euro. Im Verlauf der Saison 2007/08 wurde der Süditaliener zum Stammspieler auf der linken Position in der Viererkette der Juve. Dies war vor allem dadurch bedingt, dass der etatmäßige Linksverteidiger Giorgio Chiellini, wegen zahlreicher Verletzungen der beiden Innenverteidiger, in der Zentrale eingesetzt wurde. Durch die Verpflichtung des Nationalspielers Fabio Grosso zur Spielzeit 2009/10 verlor Molinaro seinen Stammplatz auf der linken Seite wieder und fand sich vorwiegend auf der Ersatzbank wieder.
Am 5. Januar 2010 wechselte er auf Leihbasis zum VfB Stuttgart. Dort ersetzte er den zur Winterpause zum FC Zürich gewechselten Ludovic Magnin sowie den für die Fußball-Afrikameisterschaft 2010 nominierten Arthur Boka. Der VfB konnte Molinaro mit einer Kaufoption langfristig an den Verein binden. Nachdem der VfB diese Option zog, unterzeichnete Molinaro einen Vertrag bis Juni 2014 bei den Stuttgartern. Im Rahmen eines Fußballskandals im Jahr 2013 um Transferverträge wurden später auch Verträge von Cristian Molinaro nach Unregelmäßigkeiten untersucht.
In der Hinserie der Saison 2013/14 brachte es Molinaro auf lediglich zwei Einsätze für die Schwaben, was ihn dazu veranlasste, Ende Januar 2014 zurück nach Italien zu gehen und dort einen Vertrag beim FC Parma zu unterzeichnen. Nach nur einem halben Jahr wechselte Molinaro zum FC Turin. Im Sommer 2018 wechselte er zu Frosinone Calcio. Nach einer Saison verließ er Frosinone wieder und war in der Folgezeit zunächst vereinslos. Im Januar 2020 schloss er sich dem FC Venedig an.

### Nationalmannschaft
Am 6. August 2010 wurde Molinaro in das Aufgebot der italienischen A-Nationalmannschaft für das Länderspiel gegen die Elfenbeinküste am 10. August 2010 berufen. Dort gab er in der Startelf sein Länderspieldebüt. Am 3. September 2010 spielte Molinaro bei seinem Pflichtspieldebüt für die Squadra Azzurra am ersten Spieltag der Qualifikation für die Europameisterschaft 2012 gegen Estland ebenfalls über die volle Spieldistanz.